# Truman (pel·lícula de 2015)
Truman és una pel·lícula catalana de 2015 dirigida per Cesc Gay. Va rebre la Conquilla de Plata al millor actor a la 63a edició del Festival Internacional de Cinema de Sant Sebastià, per la interpretació de Ricardo Darín i Javier Cámara. Rodada en castellà, ha estat doblada al català per TV3.

## Argument
La pel·lícula se centra en les vivències que comparteixen dos amics que es retroben quan un d'ells (Tomás) visita inesperadament a l'altre (Julián). Truman, el gos de Julián, fa de fil conductor d'una història en la qual ambdós protagonistes comparteixen moments molt emotius i sorprenents, relacionats amb la delicada situació amb què es troba Julián, malalt de càncer.

## Repartiment
| Intèrpret                | Personatge               |
| ------------------------ | ------------------------ |
| Ricardo Darín            | Julián                   |
| Javier Cámara            | Tomás                    |
| Dolores Fonzi            | Paula                    |
| Eduard Fernández         | Luis                     |
| Àlex Brendemühl          | Veterinari               |
| Pedro Casablanc          | Metge                    |
| José Luis Gómez          | Productor                |
| Javier Gutiérrez Álvarez | Assessor de la funerària |
| Elvira Mínguez           | Gloria                   |
| Oriol Pla i Solina       | Nico                     |
| Àgata Roca               | Dona 1                   |
| Nathalie Poza            | Dona 2                   |
| Susi Sánchez             | Muller                   |
| Francesc Orella          | Actor del restaurant     |
| Ana Gracia               | Actriu del restaurant    |
| Silvia Abascal           | Mónica                   |

## Recepció
La pel·lícula fou rebuda amb grans elogis per la crítica. El crític de cinema Carlos Boyero va escriure a El País de la pel·lícula que «malgrat que el que narra és tràgic, el director no renuncia a provocar-nos el somriure, al to agredolç, a moments de comèdia, a l'humor càustic. La seva forma de narrar la història és precisa, suggeridora, elegant, subtil i complexa». La revista Fotogramas va qualificar a la pel·lícula com «...amable, que encantarà al públic per evitar intel·ligentment el drama, i apostar per l'emoció i la tendresa». El crític Lluís Bonet, de La Vanguardia, va afirmar que «Truman semblava tenir oberta les portes al drama ploramiques, però els seus intel·ligents tocs de comèdia converteixen el riure en un detonant de sentiments ocults».
A l'estranger, la pel·lícula també va rebre crítiques positives. Indiwire va escriure que «gràcies al seu enfocament adult i honest en un tema tan obscur i a l'enorme química entre els seus dos protagonistes, Truman es troba a passos de gegant de les recents pel·lícules americanes que converteixen un assumpte seriós com el càncer en una cosa intolerablement extravagant». El periodista Jonathan Holland, de The Hollywood Reporter, va dir que Truman és «una entranyable pel·lícula sobre la mort, gratificantment sòbria».
Una gran part de la crítica va alabar també les interpretacions dels dos protagonistes. Carlos Boyero va descriure la interpretació de Darín com «un recital inolvidable». Beatriz Martínez, de El Periódico, va comentar que «Ricardo Darín i Javier Cámara broden el seu treball en una pel·lícula subtil i allunyada del sentimentalisme fàcil». Oti Rodríguez sobressalta a Darín com «l'espectacle en si mateix en la manifestació del verb, del gest, carisma, humor, sarcasme i emoció» i Cámara «component el seu subtilíssim i gran personatge, sense verb i sense a penes gest ni carisma». El personatge de Dolores Fonzi també és recebut positivament. The Hollywood Reporter la qualifica d'«un bon treball com la germana frustrada i protectora del germà Julián».

## Palmarès
30a edició dels Premis Goya
| Categoria                      | Nominats              | Resultat   |
| ------------------------------ | --------------------- | ---------- |
| Millor pel·lícula              | Millor pel·lícula     | Guanyador  |
| Millor direcció                | Cesc Gay              | Guanyador  |
| Millor interpretació masculina | Ricardo Darín         | Guanyador  |
| Millor actor secundari         | Javier Cámara         | Guanyador  |
| Millor guió original           | Cesc Gay Tomàs Aragay | Guanyadors |
| Millor muntatge                | Pablo Barbieri        | Nominat    |

3a edició des Premis Feroz
| Categoria                   | Persona                     | Resultat   |
| --------------------------- | --------------------------- | ---------- |
| Millor pel·lícula dramàtica | Millor pel·lícula dramàtica | Nominada   |
| Mejor direcció              | Cesc Gay                    | Nominada   |
| Millor actor protagonista   | Ricardo Darín               | Guanyador  |
| Millor actor protagonista   | Javier Cámara               | Nominat    |
| Millor actriu secundària    | Dolores Fonzi               | Nominada   |
| Millor guió                 | Cesc Gay Tomàs Aragay       | Guanyadors |

63a edició del Festival Internacional de Cinema de San Sebastià
| Categoria                             | Nominats                              | Resultat   |
| ------------------------------------- | ------------------------------------- | ---------- |
| Conquilla d'Or a la millor pel·lícula | Conquilla d'Or a la millor pel·lícula | Nominada   |
| Conquilla de Plata al millor actor    | Ricardo Darín Javier Cámara           | Guanyadors |
| Premi FEROZ Zinemaldia                | Premi FEROZ Zinemaldia                | Guanyadora |

8a edició dels Premis Gaudí
| Categoria                                           | Nominats                                            | Resultat   |
| --------------------------------------------------- | --------------------------------------------------- | ---------- |
| Gaudí a la millor pel·lícula en llengua no catalana | Gaudí a la millor pel·lícula en llengua no catalana | Guanyadora |
| Gaudí a la millor direcció                          | Cesc Gay                                            | Guanyador  |
| Gaudí al millor actor                               | Ricardo Darín                                       | Guanyador  |
| Gaudí al millor actor secundari                     | Javier Cámara                                       | Guanyador  |
| Gaudí a la millor actriu secundària                 | Dolores Fonzi                                       | Guanyadora |
| Gaudí al millor guió                                | Cesc Gay Tomàs Aragay                               | Guanyador  |
| Gaudí a la millor direcció de producció             | Isidro Terraza                                      | Nominat    |
| Gaudí a la millor direcció artística                | Irene Montcada                                      | Nominat    |
| Gaudí a la millor música original                   | Nico Cota                                           | Nominat    |
| Gaudí a la millor fotografia                        | Andreu Rebés                                        | Nominat    |
| Gaudí al millor so                                  | Jesica Suarez Albert Gay                            | Nominat    |

21a edició del Premi Cinematogràfic José María Forqué
| Categoria                      | Nominats          | Resultat   |
| ------------------------------ | ----------------- | ---------- |
| Millor pel·lícula              | Millor pel·lícula | Guanyadora |
| Millor interpretació masculina | Ricardo Darín     | Guanyador  |
| Millor interpretació masculina | Javier Cámara     | Nominat    |

71a edició dels premis del Cercle d'Escriptors Cinematogràfics
| Categoria              | Nominats              | Resultat |
| ---------------------- | --------------------- | -------- |
| Millor pel·lícula      |                       |          |
| Millor direcció        | Cesc Gay              |          |
| Millor actor           | Ricardo Darín         |          |
| Millor actor secundari | Javier Cámara         |          |
| Millor guió original   | Cesc Gay Tomàs Aragay |          |